# Anatolikó (ort i Grekland, Mellersta Makedonien)
Anatolikó är en ort i Grekland.   Den ligger i prefekturen Nomós Thessaloníkis och regionen Mellersta Makedonien, i den norra delen av landet, 300 km norr om huvudstaden Aten. Anatolikó ligger 4 meter över havet och antalet invånare är 2 583.
Terrängen runt Anatolikó är platt. Runt Anatolikó är det ganska tätbefolkat, med 192 invånare per kvadratkilometer. Närmaste större samhälle är Thessaloníki, 18,5 km öster om Anatolikó. Trakten runt Anatolikó består till största delen av jordbruksmark.